# Paul Rötting
Paul Rötting († 31. Dezember 1640 in Dresden) war ein kaiserlicher Beamter, Dresdner Ratsherr und Bürgermeister.

## Leben
Paul Rötting studierte nach seiner Schulausbildung Jura und ist im Jahr 1625 als „Candidat beyder Rechte“ im Läuteregister der Dresdner Kreuzkirche erwähnt. Hier bestellte er seine Brautmesse und heiratete wenig später Elisabetha Münder. Mit nur 22 Jahren verstarb seine Frau bereits 1629 und wurde in der Sophienkirche beigesetzt. Ihr Grabstein, der eine auf einem Kissen ruhende Frauengestalt zeigte, gehörte bis zur Zerstörung 1945 zu den wertvollen Grabdenkmalen der Kirche.
Beruflich war Rötting zunächst in kaiserlichen Diensten tätig und fungierte als Pfennigmeister und Amtsbuchhalter des Heiligen Römischen Reiches. In diesem Amt oblag ihm die Berechnung der Reichssteuer und deren ordnungsgemäße Verwendung. Kaiser des Heiligen Römischen Reiches war zu dieser Zeit Ferdinand II., zugleich auch König von Böhmen, Ungarn und Kroatien sowie Erzherzog von Österreich. Auch Rötting unterhielt Beziehungen nach Böhmen und wird mehrfach in Urkunden und Dokumenten erwähnt. So belegt ein Schuldschein über 1000 Reichstaler, den der Rittergutsbesitzer von Bock aus Großpriesen Rötting überlassen hatte, dessen Anspruch auf Zinszahlungen aus Großpriesen. Auch zum früheren Reichskanzler König Friedrichs von Böhmen, Wenzel Wilhelm von Ruppa, scheint Rötting enge Kontakte unterhalten zu haben. Vor seinem Tod hatte Ruppa seine beiden in Dresden lebenden Töchter Esther und Anna Katharina am 21. Juli 1634 testamentarisch bedacht und diese dem Präsidenten des sächsischen Appellationsgerichtes Johann von Friesen, dem Justizienrat Friedrich von Metzsch und dem Dresdner Bürgermeister Paul Rötting empfohlen.
1632 wurde Paul Rötting Mitglied des Dresdner Rates und im darauf folgenden Jahr zum Bürgermeister gewählt. Dieses Amt übte er im Drei-Jahres-Rhythmus bis zu seinem Tod 1640 aus.